# NGC 2537
NGC 2537 je galaksija u zviježđu Risu.

## Vanjske poveznice
- SEDS: NGC 2537